# Society of the Helpers of Mary
Die Society of the Helpers of Mary (Gesellschaft der Helferinnen Mariens) ist eine katholische indische Schwesternkongregation.

## Geschichte

Logo der Society of the Helpers of Mary

Die Ursprünge der Society of the Helpers of Mary liegen bei der deutschen Ordensschwester Anna Huberta Roggendorf aus Mechernich und Priscilla Lehmkuhl aus Dülmen, geboren am 3. Oktober 1899 als Toni Lehmkuhl, sowie ihrem gemeinsamen Engagement in Indien. 1927 war Schwester Anna Huberta dem Orden der Töchter vom Heiligen Kreuz beigetreten und 1934, knapp zwei Jahre nach ihrer Ankunft in Indien, wurde sie Leiterin eines Waisenhauses für Mädchen.
Das „St. Catherine’s Home“ lag in Andheri vor den Toren Mumbais. Mit wenigen Mitschwestern und geringen finanziellen Mitteln nahm Sr. Anna Huberta verwahrloste Kinder aus den Slums auf und adoptierte im Laufe der Jahre tausende von ihnen, um ihnen einen legitimen Status vor dem Gesetz zu geben. Mit der Zeit wollten immer mehr der jungen Frauen dem Vorbild von Anna Huberta folgen. Das war der Beginn der Gesellschaft der Helferinnen Mariens.
Am 27. März 1942, dem Fest der Schmerzen Mariens, legten die ersten acht Helferinnen Mariens das Versprechen ab, ihr Leben dem Dienst an den Ärmsten zu widmen. Damit gleicht ihr Ziel dem der später unabhängig von den Marys gegründeten Andheri Hilfe. Im Jahr 1962 war die Gruppe so groß, dass sie als fromme Vereinigung von Erzbischof Gracias anerkannt wurde. Im gleichen Jahr eröffneten die Helferinnen Mariens ihre erste Niederlassung in Mumbai-Dharavi, dem größten Slum Asiens. Sie errichteten hier eine Ambulanzstation und begannen mit dem Unterricht verwahrloster Kinder. Es folgten weitere Filialgründungen in und um Mumbai sowie anderen indischen Bundesstaaten. Mit zunehmender Arbeit und Loslösung von St. Catherine’s Home wurden die Helferinnen Mariens immer selbständiger.
1984 wurde die „Society of the Helpers of Mary“ von Erzbischof Pimenta als Diözesankongregation des Erzbistums Bombay anerkannt. Mit der Ausweitung ihrer Arbeit nach Äthiopien wurde die Gemeinschaft der Helferinnen Mariens am 19. März 2001 zur päpstlichen Kongregation erhoben. Schwestern der Kongregation sind in Indien, Äthiopien, Kenia und Italien tätig, um den Armen zu helfen. Dabei werden sie von zahlreichen Vereinen unterstützt.